# René Baert
René Baert (Sint-Joost-Ten Node, 11 mei 1904 - Apelern, 17 mei 1945) was een Belgisch schrijver, journalist en dichter.
Hij was de zoon van van Louis Edouard Baert en Louise-Marie Persyn, afkomstig uit Brugge, die rond de eeuwwisseling in Brussel waren gaan wonen.

## Dichter
In 1923 ontmoette hij Marc. Eemans in de herberg, "Le Diable au corps" in de Koolstraat in Brussel.  Ze sloten vriendschap voor het leven. René Baert liet Marc Eemans kennis maken met de Duitse romanticus "Novalis", bedenker van de term "magisch realisme" in een Franse vertaling van Maurice Maeterlinck. Dit was een beslissende wending in het leven van Marc Eemans, die gans zijn leven aan het magisch realisme trouw zou blijven.
In 1924 richtte Baert samen met de theatermaker Albert Lepage het literaire tijdschrift "La Pipe en Terre" op, dat 7 nummers zou tellen. Marc Eemans was één van de redacteurs.
In het zelfde jaar bracht hij de dichtbundels L’arbre humilié, Les vierges de boises en L'humiliée uit.
Marc Eemans en René Baert richtten in 1927 "Groep Humanisme" op. René Baert nam hiervoor contact op met de Franse dichter Pierre Morhange, directeur van bet tijdschrift "L'Esprit" en uitgever van de reeks "Philosophie", waarop hun project geïnspireerd was. Eemans schreef het manifest van deze groep, maar het werd niet gepubliceerd. Toch gaf Eemans In het Tijdschrift 7 Arts, waarin hij sinds 1925 actief was, in naam van "de Groep Humanisme" zijn eigen definitie over het surrealisme: 'het surrealisme is schepper en geen vleier: het is het werk van een gezond leven en niet de vervolmaking van een concept'.

## Galerijhouder
Baert opende in 1927 op de Waversesteenweg in Elsene een galerie voor kunst en boeken "Le Canard Sauvage" Hij stelde er werken tentoon van Aubin Pasque,  Charles Plisnier, Pierre-Louis Flouquet, en Georges Ribemont-Dessaignes. In 1928 was er een tentoonstelling van de werken van Felix De Boeck.
Op die manier kreeg René Baert naam in de kunstwereld. In 1929 schreef hij het voorwoord voor "Albert Daenens Revolutionaire linosneden".

## Redacteur
In 1933 richtten Eemans, René Baert en Camille Goemans het Franstalige tijdschrift "Hermès" ("Revue trimestrielle d'études mystiques et poétiques') op, dat tot 1939 zou verschijnen en een grote rol zou spelen in het Franstalige cultuurleven. Het objectief van het tijdschrift was een verkenning van kosmische verbanden tussen poëzie en mystieke teksten in de westerse en oosterse traditie , een soort "occult" surrealistisch tijdschrift voor ingewijden. Baert en Eemans waren de hoofdredacteurs. In het zelfde jaar bracht René Baert bij uitgeverij Hermès zijn dichtbundel "La raison la première" uit, 10 gedichten geïllustreerd met 10 tekeningen van Marc Eemans.
De romantische verheerlijking van de eeuwige mythen en de oorspronkelijke traditie, die Baert en Eemans vonden bij filosofen als René Guénon, Julius Evola, Georges Sorel en Alfred Rosenberg met de Mythe van de 20ste eeuw dreven hen geleidelijk naar het nationaalsocialistisch gedachtegoed.

## Collaborateur
Tijdens de Tweede Wereldoorlog mondde dit uit in verregaande culturele collaboratie. René Baert stond zeer dicht bij het rexisme, maar hij was, volgens de verklaring van zijn weduwe, nooit lid van de rexistische partij. Hij was kunstcriticus bij het rexistische blad "Le Pays Réel". In zijn commentaren stelde hij zich expliciet antisemitisch op met zijn felle kritiek op wat hij het "judeo-expressionisme" noemde die, naar zijn zeggen, "onze artistieke wereld dreigden te overspoelen".  Er was een duidelijke parallel met Eemans, die trouwens in 1941 "De wijze mannen", een zelfportret in gezelschap van René Baert, had geschilderd.
In 1943 maakte Felix De Boeck een portret van Baert gemaakt, met wie hij bevriend was.
In 1943 werd René Baert technisch directeur van de nieuwe uitgeverij "La roue solaire". Deze uitgeverij gaf tussen juni 1943 en september 1944  25 boeken uit. In 1943 schreef hij het boek "Peintres de Flandre et de Wallonie".
Een boek van hem, "L'Epreuve du feu", dat afweek van alle andere en door Marc. Eemans "metapolitiek" genoemd, werd in 1944 uitgegeven door La Roue solaire. In dit boek riep René Baert op om te streven naar de ideale mens zoals die door de nationaalsocialistische revolutie in het licht van het nieuwe Europa vooropgesteld werd met de terugkeer naar een nieuwe orde die meer rechtvaardigheid en levensvreugde zou brengen, met een cruciale rol voor de kunstenaar.  Hij verwees daarbij naar belangrijke historische personen als Drieu la Rochelle, Alphonse de Châteaubriant, Jacques Chardonne, Nietzsche en Ernst Jünger. 

## Slachtoffer van de repressie
Na de bevrijding in 1944 vluchtte hij hals over kop uit angst voor de repressie naar Duitsland, samen met zijn echtgenote, de kunstenares Helene Tarasovici en hun pasgeboren dochtertje. In mei 1945 werd hij totaal onverwacht in Apelern, samen met vier ongewapende rexisten opgepakt door jonge verzetslui die in dienst waren van het Belgisch leger en werd enkele dagen nadien zonder enige vorm van proces doodgeschoten. Later bleek dat de arrestaties volledig op eigen initiatief van de verzetslui waren gebeurd, op basis verraad, zonder dat het Belgische leger hier enige opdracht toe had gegeven. De daders, noch hun oversten die de misdaad toegedekt hadden, werden ooit vervolgd.

## Postuum
Enkele jaren later schilderde Felix De Boeck het schilderij "De gefusilleerde", naar aanleiding van de dood van René Baert, slachtoffer van de repressie, die hem zwaar getroffen had. Dit portret werd zeer gewaardeerd door Helene Tarasovici, de weduwe van Baert. De Boeck zat echter in een enorme tweestrijd, omdat een andere vriend van hem, Karel Bruynseels, enorm geleden had onder zijn gevangenschap in Buchenwald. De Boeck maakte ook een bijzonder aangrijpend portret van Bruynseels als symbool voor het leed van de slachtoffers in de concentratiekampen.  Deze tweestrijd heeft bij De Boeck aanleiding gegeven tot een intensieve productie van portretten, zowel van slachtoffers van nazisme als slachtoffers van de repressie. Deze verwerking van zijn oorlogsverleden leidde jarenlang tot hevige discussies.
In 1956 gaf Marc Eemans, in eigen beheer en onder de naam "Les amis du poète", postuum een verzameling gedichten van Réné Baert uit onder de titel "Poèmes d’outre-mort".